# 1654 en littérature
| Années de la littérature : 1651 - 1652 - 1653 - 1654 - 1655 - 1656 - 1657    |
| Décennies de la littérature : 1620 - 1630 - 1640 - 1650 - 1660 - 1670 - 1680 |

Cet article présente les faits marquants de l'année 1654 en littérature.

## Événements
- 2 février : Bossuet prêche à Metz le Sermon pour la vêture d’une nouvelle catholique[1].

- 3 avril : mention des précieuses en France dans une lettre du chevalier Renaud de Sévigné à Christine de France : « Il y a une nature de filles et de femmes à Paris que l'on nomme précieuses, qui ont un jargon et des mines, avec un démanchement merveilleux : l'on en a fait une carte pour naviguer en leur pays »[2].
- 25 octobre : Racan a achevé la composition des Cent-neuf psaumes, publiés en 1660[3].
- 23-24 novembre : Blaise Pascal vit sa « nuit de feu » ; il exprime sa conversion dans le Mémorial, puis se retire à Port-Royal en janvier 1655[4].

- Pour distraire le prince de Conti qui est à cette époque d'humeur facétieuse, Bussy écrit au cours d'une campagne militaire en Catalogne la Carte du pays de Braquerie[5].

## Parutions
- 2 mars : achevé d'imprimer du poème épique de Georges de Scudéry, Alaric ou Rome vaincue, Paris, Augustin Courbé, 1654 (présentation en ligne)
- 30 mai : John Milton, Angli Pro populo anglicano defensio secunda (en) : « La Seconde Défense du peuple anglais », Londres, Typis Neucomianis, 1654 (présentation en ligne), pamphlet en réponse à un libelle anonyme intitulé Regii Sanguinis clamor ad coelum adversus parricidas Anglicanos (« le Sang royal crie au ciel contre les parricides anglais »)[6].

- Thomas Bartholin, Historiarum Anatomicarum Rariorum : Centuria I–II, Amsterdam, Petri Hauboldt Bibl., 1654 (présentation en ligne).
- Jean-Baptiste Du Tertre, Histoire générale des isles de Saint-Christophe, de la Guadeloupe, de la Martinique et autres dans l'Amérique, Paris, Jacques et Emmanuel Langlois, 1654 (présentation en ligne).

- Mademoiselle de Scudéry, Clélie, histoire romaine, vol. 1, Paris, Augustin Courbé, 1654 (présentation en ligne), première partie d’un roman publié en 10 volumes in-8° de 1654 à 1660.
- Cyrano de Bergerac, Les Œuvres diverses, Paris, Charles de Sercy, 1654 (présentation en ligne).

## Décès
- 8 février : Jean-Louis Guez de Balzac, écrivain français (né en 1597).